# David Coulthard
David Coulthard (n. 27 martie 1971, Twynholm⁠(d), Dumfries and Galloway, Scoția, Regatul Unit) este un fost pilot britanic de curse de origine scoțiană. Poreclit „DC”, el a concurat în 15 sezoane de Formula 1 între 1994 și 2008, obținând 13 victorii și 62 de podiumuri. A fost vicecampion în sezonul din 2001, conducând pentru McLaren.

## Cariera în Formula 1
| Sezon | Echipă                                | Puncte      | Loc clasament general |
| ----- | ------------------------------------- | ----------- | --------------------- |
| 1993  | Canon Williams Renault                | Pilot teste | -                     |
| 1994  | Rothmans Williams Renault             | 14          | 8                     |
| 1995  | Rothmans Williams Renault             | 49          | 3                     |
| 1996  | Marlboro McLaren Mercedes             | 18          | 7                     |
| 1997  | West McLaren Mercedes                 | 36          | 3                     |
| 1998  | West McLaren Mercedes                 | 56          | 3                     |
| 1999  | West McLaren Mercedes                 | 48          | 4                     |
| 2000  | West McLaren Mercedes                 | 73          | 3                     |
| 2001  | West McLaren Mercedes                 | 65          | 2                     |
| 2002  | West McLaren Mercedes                 | 41          | 5                     |
| 2003  | West McLaren Mercedes                 | 51          | 7                     |
| 2004  | West McLaren Mercedes                 | 24          | 10                    |
| 2005  | Red Bull Racing                       | 24          | 12                    |
| 2006  | Red Bull Racing                       | 14          | 13                    |
| 2007  | Red Bull Racing                       | 14          | 10                    |
| 2008  | Red Bull Racing                       | 8           | 16                    |
| 2009  | Scuderia Toro Rosso / Red Bull Racing | Pilot teste | -                     |
| 2010  | Red Bull Racing / Scuderia Toro Rosso | Pilot teste | -                     |